# David McKay
|  | Per a altres significats, vegeu «David Mackay». |

David Stewart McKay (Titusville, Pennsilvània, 25 de setembre de 1936 - Houston, 20 de febrer de 2013) va ser cap científic d'astrobiologia al Centre Espacial Lyndon B. Johnson. Durant el programa Apollo, McKay va entrenar els primers homes per caminar sobre la geologia de la Lluna. McKay va ser el primer autor d'un article científic que postula la vida passada a Mart, sobre la base de proves en el meteorit marcià ALH 84001, que s'havia trobat a l'Antàrtida. En aquest treball s'ha convertit en un dels articles més citats en gran part en la ciència planetària. La NASA Astrobiology Institute
va ser fundada en part com a resultat de l'interès de la comunitat en aquest treball i temes relacionats.

## Programa Apollo
Com a estudiant graduat en geologia de la Universitat Rice, McKay va estar present en el discurs de John F. Kennedy el 1962 anunciant l'objectiu de posar un home a la Lluna dins de la dècada. Inspirat pel discurs de Kennedy, McKay com un científic de la NASA va entrenar als astronautes de l'Apollo en la geologia. Va ser entrenador en cap de Neil Armstrong i Buzz Aldrin durant el seu últim viatge de la geologia de camp a l'oest de Texas. El 20 de juliol de 1969, a Houston, McKay va ser l'únic geòleg present a la sala de control de la missió Apollo quan Armstrong i Aldrin van caminar sobre la Lluna, que va servir com un recurs. Va ser nomenat investigador principal per estudiar les mostres que es portaven de la Lluna.

## Pols lunar
McKay va estudiar la pols lunar des del retorn de les primeres mostres de l'Apollo 11 en el 1969, i ha contribuït més de dos centenars de publicacions sobre aquest tema. Com a resultat d'aquest esforç, McKay va contribuir a importants descobriments, inclòs: 
- Font de deposició de vapor en els grans del sòl lunar
- Formació de nano-glòbuls de ferro de la fase en grans del sòl lunar
- Processos en la Lluna que contribueixen a la distribució de la mida del gra
- Erosió espacial i la naturalesa químicament activada de pols lunar in-situ.

## Recursos espacials i materials planetaris
McKay ha publicat nombrosos articles i resums sobre els materials planetaris i la utilització de recursos espacials: regolites lunars, pols còsmica, meteorits, els anàlegs de sòl marcià, i tecnologies per a la producció d'oxigen, aigua i materials de construcció de sòl lunar. 

## Simuladors lunars
```
El simulador d'enginyeria JSC-1 va ser desenvolupat per McKay, James Carter de la Universitat de Texas a Dallas, i altres.
```

## Microfòssils marcians
L'equip de McKay va publicar les seves troballes el 1996 en relació amb possibles estructures microfòssils al meteorit marcià ALH 84001. McKay va presentar més de 100 xerrades a reunions científiques i públiques sobre la possibilitat de vida a Mart i les implicacions d'aquesta possibilitat.

## Contribucions a la ciència mèdica
El grup de recerca de McKay va dur a terme estudis dels nanobacteris, formes de vida diminuts com el que podria trobar-se en entorns extraterrestres. El grup de McKay també era part d'un estudi pioner sobre els efectes de la pols lunar a la salut. L'ús d'una de les principals mostres de regolita retornades per l'Apollo alliberats pels científics, l'equip d'investigació va separar i estudiar les partícules de pols lunars de mida més petita.

## Asteroide Davemckay, #6111
McKay va ser honrat per la Unió Astronòmica Internacional (UAI) per tenir un asteroide que porta el seu nom el 2002. La seva citació a la UAI esmenta els seus anys de treball en les mostres lunars, així com l'efecte positiu de la seva investigació sobre els meteorits marcians ha tingut en la recerca planetària.
"Va ser inesperat però un gran honor per tenir un asteroide que porta el meu nom", va dir McKay. "Si és que alguna vegada s'estavella contra la Terra, que aconseguirà probablement culpar, però al mateix temps és molt bo tenir-lo per aquí orbitant al voltant del Sol durant potser pels propers mil milions d'anys."

## Educació
- Rice University, B. A., de Geologia, 1958
- Universitat de Califòrnia - Berkeley, M.A., de Geologia, 1960
- Universitat Rice, Ph.D., de Geologia de 1964

## Càrrecs professionals
- 1996 – 2013: Cap científic d'astrobiologia i ciència planetària i exploració

Centre Espacial Johnson de la NASA, Houston, TX 77058
- Ajudant per a l'Exploració i la Tecnologia - Centre Espacial Johnson de la NASA, 1994-1996
- Cap de l'Oficina de Programes Planetaris - Centre Espacial Johnson de la NASA, 1991-1994
- Cap de l'Oficina de Tecnologia de Missions Científiques i - Centre Espacial Johnson de la NASA, 1990-1991
- Cap, Oficina d'Utilització de Recursos Espacial – NASA Johnson Centre Espacial, 1987 – 90
- NASA de Científic – del personal Johnson Centre Espacial, 1965 – 87
- Exploració geofísica, Exxon i geofísica marina, 1960-1961

## Honors
- Premi per al millor estudiant de tercer cicle, del Departament de Geologia de la Universitat Rice de 1963
- Certificat d'esment especial per a la formació d'astronautes a la geologia, Geological Society of America de 1973
- Premi per a l'assoliment de les contribucions de la ciència lunar de la NASA, JSC de 1973
- Superior científic visitant de beques, Govern del Japó, 1974-1975
- Premi de reconeixement d'investigador principal de la NASA de 1979
- Millor interpretació múltiple i sostinguda dels premis de rendiment superior per la NASA
- Vuit premis per a l'èxit de grup: l'equip de la capacitació del camp de la geologia, l'equip de ciència lunar, l'equip d'allunatge, l'equip d'experiments lunars de superfície, l'equip del primer post avançat lunar, equip de les deixalles orbitals, l'equip de materials planetaris curatius, i l'equip de relacions públiques de vida a Mart
- Premi Laurels de 1996, per la Setmana de l'aviació i tecnologia espacial
- Guardó per l'equip de la vida a Mart amb el Premi Nacional de Stellar Rotary per a l'aprofitament de l'espai
- Guardó per l'equip de la vida a Mart amb el Premi Popular Science Magazine: El Millor del que Nou: Guanyador del Gran Premi NASA
- Medalla d'assoliment científic excepcional de la NASA (el premi més important de ciència de la NASA), juliol de 1997
- Premi Científic Distingit de Texas, 2000, de l'acadèmia de ciències de Texas

## Personal
La futura esposa de McKay, Mary Fae, també estava entre el públic a l'estadi Rice durant el discurs central del president Kennedy, encara que McKay no l'havia conegut en aquest moment. Ella es va convertir en una redactora tècnica de la NASA. 
McKay va morir a Houston, Texas, de cardiopatia.